# Sylvain Georges
Sylvain Georges (Belmont, Puèi Domat, 1 de maig de 1984) és un ciclista francès, professional des del 2008 al 2013.
El 2008 passà a professionals de la mà de l'equip A Style-Somn, però en acabar la temporada decidí tornar a categoria amateur, fins que el 2011 ho tornà a intentar, aquesta vegada de la mà de l'equip BigMat-Auber 93.
En el seu palmarès destaca la victòria al Roine-Alps Isèra Tour i al Gran Premi de Plumelec de 2011. El 10 de març de 2013, durant la disputa del Giro d'Itàlia es va fer públic que havia donat positiu en un control antidopatge, per la qual cosa fou expulsat de la carrera.

## Palmarès
- 2009
  - 1r al Souvenir Gianello-Vietto
  - 1r al Gran Premi de Peymeinade
  - 1r al Gran Premi de Vougy
  - 1r al Circuit dels monts de Livradois
  - 1r al Tour de Maurici i vencedor de 4 etapes
  - Vencedor d'una etapa dels Boucles de la Marne
  - Vencedor d'una etapa del Circuit de Saône-et-Loire
- 2010
  - 1r al Circuit de les comunes de la vall de Bédat
  - Vencedor d'una etapa del Tour de Franche-Comté
  - Vencedor d'una etapa del Circuit de Saône-et-Loire
- 2011
  - 1r al Roine-Alps Isèra Tour i vencedor de 2 etapes
  - 1r al Gran Premi de Plumelec
- 2012
  - Vencedor d'una etapa de la Volta a Califòrnia
- 2015
  - Vencedor d'una etapa del Tour de Guadalupe
- 2016
  - Vencedor d'una etapa del Tour de Guadalupe

### Resultats al Giro d'Itàlia
- 2013. No surt (11a etapa)